# Charles Ericksen
Charles F. Ericksen (* 20. Juni 1875 als Karl Fredrik Eriksen in Tønsberg, Norwegen; † 24. Februar 1916 in New York City, New York, USA) war ein norwegischer Ringer, der beim Ringen der Olympischen Sommerspiele 1904 in St. Louis, Missouri die Vereinigten Staaten vertrat und in der Weltergewichtsklasse (bis 158 lb / 71,67 kg) die Goldmedaille vor Bill Beckman (Silber) und Jerry Winholtz (Bronze) gewann.
Erst im Jahre 2012 kamen norwegische Historiker darauf, dass Hansen bis zum 22. März 1905 als alien, also als dauerhaft in den USA niedergelassener Ausländer, gelistet wurde und erst zu diesem Zeitpunkt die US-Staatsbürgerschaft erhielt. Deshalb plädierten ebendiese Historiker die Goldmedaille, die für die Vereinigten Staaten gewertet wurde, nachträglich für Norwegen zu werten, da die Einbürgerung erst nach den Olympischen Spielen stattfand.

## Leben und Karriere
Eriksen wurde im Jahre 1875 unter dem norwegischen Namen Karl Fredrik Eriksen in Tønsberg, dem Hauptort der nach Oslo zweitkleinsten Provinz Norwegens, Vestfold, geboren. Im Alter von 14 Jahren kam er schließlich mit dem Schiff nach New York City, wo er am 18. Juli 1889 einreiste. Schon bald nach seiner Ankunft in New York schloss er sich dem Norwegier Turnverein im damals noch zweitgrößten Stadtteil Brooklyn an, den er auch bei den Olympischen Spielen im Jahr 1904 repräsentierte. In den USA legte er seinen Geburtsnamen schon bald darauf ab und nannte sich fortan Charles Ericksen; mit diesem Namen ließ er sich im Jahre 1905 auch einbürgern. Bei den Olympischen Sommerspielen 1904 in St. Louis konnte er sich in einem Teilnehmerfeld von zehn Athleten in seiner Gewichtsklasse durchsetzen und die Goldmedaille erringen. Obwohl es beim Viertelfinalskampf gegen Jerry Winholtz zu einem Gleichstand kam, fiel die Entscheidung zum Sieg auf Ericksen. Nachdem er im Halbfinalskampf William Hennessy nach einer Zeit von 2:58 Minuten besiegt hatte, wartete im Finale der bereits seit der ersten Runde kämpfende William Bill Beckman. Als nach 15:00 Minuten noch immer kein Sieger feststand, fiel die Entscheidung abermals auf den aufopfernd kämpfenden Norweger, der sich somit die Goldmedaille sicherte.
Auch in den Jahren danach war Ericksen als Ringer aktiv, dabei vorwiegend in New York City und seiner dortigen Heimat Brooklyn. Fast auf den Tag genau zwei Jahre nach seinem Olympiasieg wurde er in das Wrestling-Komitee der AAU gewählt, wo er fortan in administrativen Bereichen tätig war. Bei den Olympischen Sommerspielen 1912 in Stockholm trat der bereits eingebürgerte Ericksen als Trainer der norwegischen Leichtathletikabteilung in Erscheinung; ebendiese Position hatte er bereits seit 1911 inne. Nach den Olympischen Spielen, bei denen die Norweger insgesamt zehn Medaillen (3× Gold, 2× Silber und 5× Bronze) erreichten, kehrte der Goldmedaillengewinner von 1904 wieder nach New York zurück. Dort widmete er sich, wie bereits kurz nach den Olympischen Spielen 1904, vor allem sportadministrativen Tätigkeiten und war bis zu seinem Tod Präsident der Scandinavian-American Athletic League, sowie Mitglied der Amateur Athletic Union. Anfang Mai 1915 stieg Charles Ericksen zum Vorsitzenden des Wrestling-Komitees der AAU auf und war in diesem Amt ebenfalls bis zu seinem Tod tätig.
Im Alter von 40 Jahren verstarb Charles Ericksen am 24. Februar 1916 in Brooklyn, wo er bis zu seinem Tod auch lebte. Anderen Quellen zufolge verstarb Ericksen bereits einen Tag früher, am 23. Februar. Das Begräbnis des zuletzt in der Hicks Street am New Yorker Hafen lebenden Ex-Ringers fand nur kurz nach seinem Tod am 26. Februar 1916 statt. Wie am Tag seines Begräbnisses bekannt wurde, verstarb Ericksen an einer Kohlenstoffmonoxidvergiftung, verursacht durch ausströmendes Gas in seiner Wohnung.